# 台湾黄肉楠
台湾黄肉楠（学名：Actinodaphne pedicellata）为樟科黄肉楠属下的一个种。

## 扩展阅读
維基物種上的相關：台湾黄肉楠